# 短结牛蚁
短结牛蚁（学名：Myrmecia brevinoda）是原产于澳大利亚的一种牛蚁。这些蚂蚁仅在澳大利亚东部的昆士兰州（仅东部地区）、新南威尔士州、维多利亚州和澳大利亚首都领地发现。于1910年首次被描述。 
工蚁体长为 3.7 厘米（1.5 英寸），而蚁后（拟工蚁）的总长度大约为 2.5 厘米至 3.3 厘米，是澳大利亚乃至世界上最大的牛蚁之一。它们的大部分身体呈深红色，只有腹部的球状部分是黑色的。 

## 扩展
- List of largest insects（英语：List of largest insects）